# 쓰가루 쓰구아키라

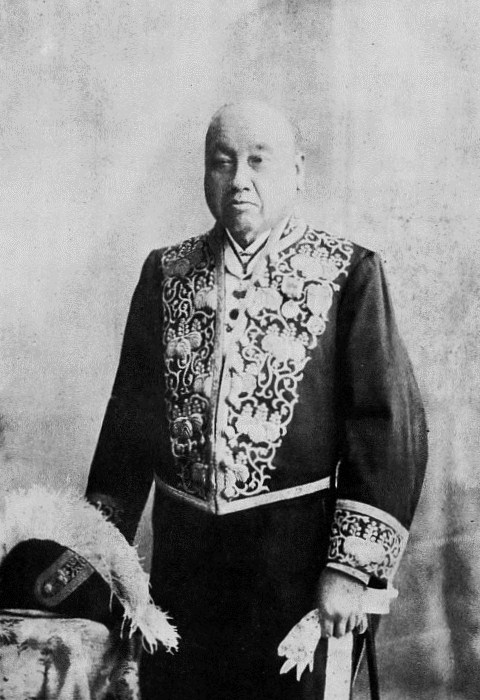
쓰가루 쓰구아키라

쓰가루 쓰구아키라(일본어: 津軽 承昭, 1840년 9월 7일 ~ 1916년 7월 19일)는 히로사키번의 12대(마지막) 번주이다. 어릴적 이름은 히로고로(寛五郎)이다. 관위는 종4위하, 시종, 도사노카미(土佐守), 나중에 좌근위 권 소장(左近衛権少将), 종1위이다.
1840년, 구마모토번의 10대 번주 호소카와 나리모리의 넷째 아들로 에도에서 태어났다. 1857년, 히로사키번의 11대 번주 쓰가루 유키쓰구의 사위 양자가 되었다. 1859년, 유키쓰구의 은거로 그 뒤를 이어 번주가 되었다. 쓰구아키라는 주로 서양식 무기의 증강에 힘썼다. 보신 전쟁 때 오우에쓰 열번동맹에 참여했다가 신정부측으로 돌아서, 하코다테 전쟁 등에서 공적을 세우고 전쟁 후에는 신정부로부터 1만 석 영지 가봉을 받았다. 1869년, 판적봉환으로 지번사가 되었으며, 1871년, 폐번치현으로 지번사에서 면직되어 도쿄로 옮겨왔다. 1884년, 백작이 되었다. 나중에 화족들이 세운 제십오국립은행의 이사가 되었다. 와카에도 능했다고 전해진다. 1916년, 77세의 나이로 사망하였고, 양자인 쓰가루 후사마로(津軽英麿)가 그 뒤를 이었다.
|  | 제1대 쓰가루 백작가 당주 1884년 ~ 1916년 | 후임 쓰가루 후사마로 |

| 전임 쓰가루 유키쓰구 | 제12대 히로사키번 번주 1859년 ~ 1871년 | 후임 (폐번치현) |